# Hoplodrina fusca
Hoplodrina fusca là một loài bướm đêm trong họ Noctuidae.